# Kolonialauszeichnung

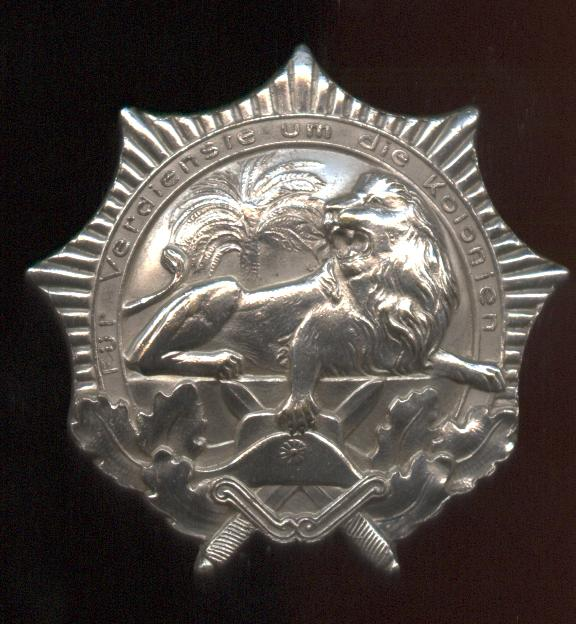
Kolonialauszeichnung in Silber, Vorderseite

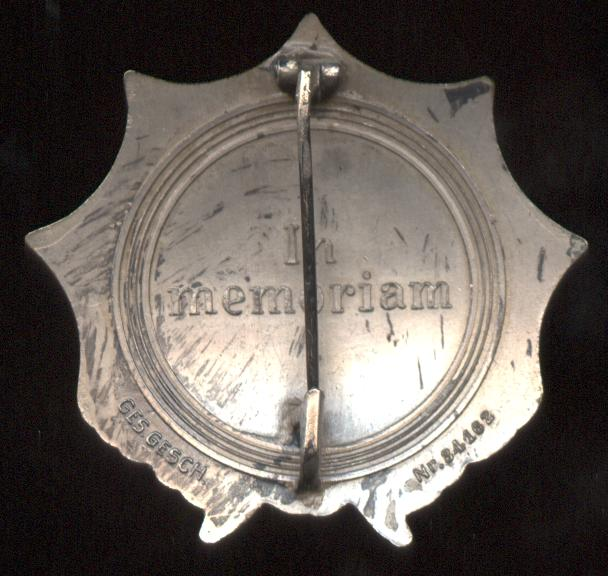
Kolonialauszeichnung in Silber, Rückseite

Die Kolonialauszeichnung, wegen ihrer Darstellung volkstümlich auch Löwenorden genannt, ist eine nicht-staatliche, deutsche Auszeichnung aus der Zeit der Weimarer Republik.

## Stiftung und Verleihung
Die Auszeichnung wurde 1922 vom Deutschen Kolonialkriegerbund für „Angehörige der dem Bunde angeschlossenen Vereine und Einzelmitglieder des Bundes“ in zwei Stufen von Generalmajor a. D. Georg Ludwig Rudolf Maercker gestiftet und verliehen.
- I. Stufe in Silber als Steckdekoration, an ehemalige Angehörige der Kaiserlichen Schutztruppen, des Ostasiatischen Expeditionskorps, der Besatzungstruppen in China und der Kaiserlichen Marine, sofern diese in den Kolonien oder in kolonialen Gewässern Dienst getan haben.

- II. Stufe in Bronze als Dekoration am Bande, an Kolonial-Deutsche, die in den Schutzgebieten nicht mit der Waffe Dienst getan haben, sich aber um die koloniale Sache Verdienst erwarben, oder an andere Deutsche, die sich in der Heimat um die Förderung der deutschen Kolonialgeltung besonders hohe Verdienste erworben haben, auch wenn sie nicht Bundesmitglieder sind, als „Förderer“. Verleihungen letzterer Art bedurften jedoch „eingehendster Begründung“.

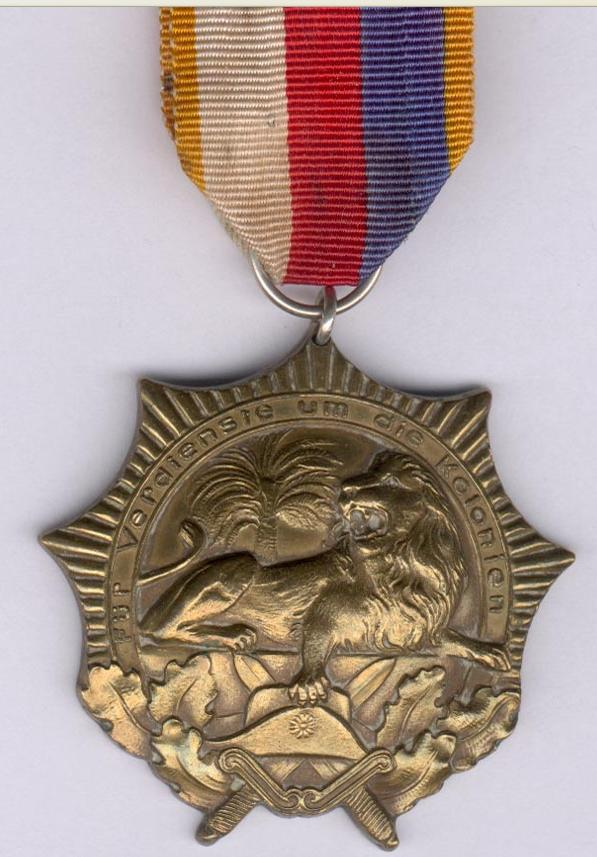
Kolonialauszeichnung in Bronze am Band

## Aussehen
Die Auszeichnung ist ein vielstrahliger, leicht gewölbter Stern. Mittig ist ein liegender Löwe mit einer Palme im Hintergrund zu sehen. Um die Abbildung schließt sich die Inschrift Für Verdienste um die Kolonien. Unterhalb des Löwen sind zwei gekreuzte Schwerter abgebildet, die links und rechts von Eichenblättern flankiert werden. Mittig auf den Schwertern ein Hut der deutschen Kolonialtruppen, ein sogenannter „Südwester“.
Auf der glatten Rückseite findet sich lediglich die Gravur In memoriam sowie die Punzen des Herstellers GES. GESCH Nr. 34162.
Die Ehrenzeichen bestehen aus Bronze, wobei die I. Stufe versilbert ist und rückseitig eine Längsnadel hat. Die II. Stufe besitzt einen Tragering für das Band.
Der Entwurf des Kolonialehrenzeichens stammt vom Bildhauer Karl Möbius in Berlin.

## Band

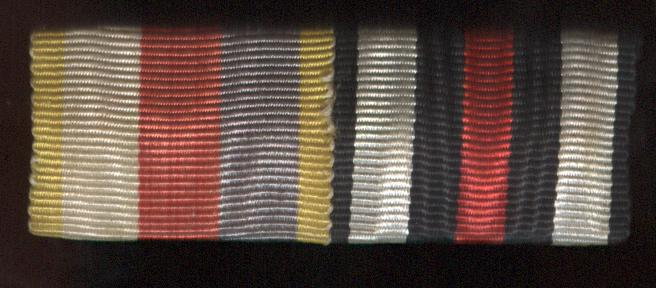
Bandspange (v. l. n. r.): Kolonialauszeichnung,
Ehrenkreuz des Weltkrieges

Roter Mittelstreifen, rechts davon blauer, links davon weißer Streifen, safrangelbe, schmale Kanten.
Die Farben leiten sich von den Kragenspiegeln und Ärmelaufschlägen der Kolonialtruppen ab: weiß in Deutsch-Ostafrika, rot in Togo und Kamerun, sowie blau in Deutsch-Südwest-Afrika. Die gelben Kanten symbolisieren die asiatischen Schutzgebiete.

## Besonderes

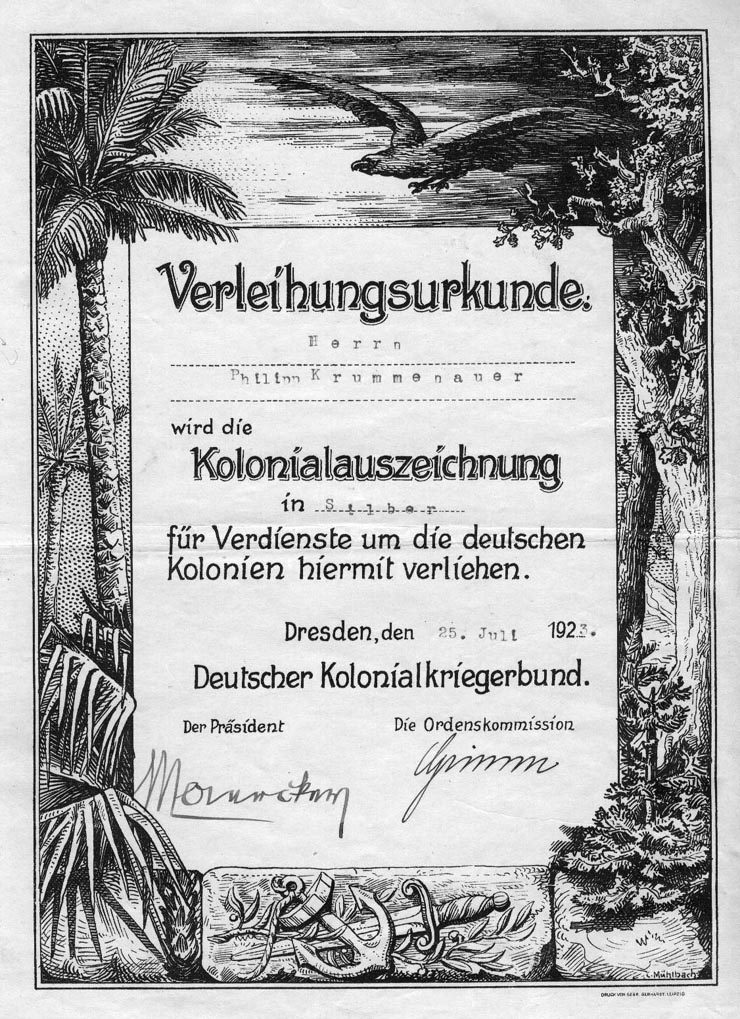
Verleihungsurkunde

Die Auszeichnung war in der Weimarer Republik, wegen ihres gediegenen Aussehens sehr populär, zumal die I. Stufe eine rein militärische Dekoration darstellte. Fast alle ehemaligen Kolonialsoldaten waren im Kolonialkriegerbund organisiert und daher verleihungsberechtigt. Das zur gleichen Zeit vom Reichsministerium für Wiederaufbau offiziell verliehene Kolonialabzeichen mit einem Elefanten als Darstellung, war wesentlich kleiner, wirkte sehr bescheiden und konnte in einer einheitlichen Stufe unterschiedslos an alle ehemaligen Kolonialdeutschen – auch an Zivilisten – verliehen werden.
Zumindest die I. Stufe der Kolonialauszeichnung war – trotz privater Stiftung – weitaus höher angesehen als das gleichzeitige staatliche Kolonialabzeichen.
Die Verleihungen wurden 1935 eingestellt, es wurden etwa 10.000 Ehrenzeichen vergeben.